# Antipiraterijwet
Een antipiraterijwet is een wet die de auteursrechten (copyright) beschermt.

## Geschiedenis
In de 20ste eeuw bestonden reeds wetten om media zoals boeken, films en platen te beschermen. Deze wetten bepalen dat het verboden is zonder toestemming van de maker of eigenaar van het medium illegale kopieën te maken. 

## Tegenwoordig
Tegenwoordig zijn deze wetten vooral belangrijk om het illegaal kopiëren van films en muziek op het internet tegen te gaan. Het internet is de grootste bron van het illegaal verspreiden van media. Het is echter belangrijk dat een antipiraterijwet niet te ver gaat om het recht op vrijheid van meningsuiting te waarborgen. Wanneer dit zou geschonden worden, is het mogelijk dat er massaal protestacties komen (bijvoorbeeld de protestacties tegen SOPA en PIPA).

## Werking en toepassing
Door zo een wet konden in het verleden al programma's als bijvoorbeeld Napster en LimeWire die illegaal muziek en films verspreidden gedwongen worden te stoppen met hun illegale activiteiten. Deze programma's bleven wel bestaan maar bieden enkel nog legale legale media aan. Door zo een wet werd bijvoorbeeld ook in België de extensie thepiratebay.org verboden. Dit viel echter makkelijk te omzeilen omdat The Pirate Bay gewoon een nieuwe extensie creëerde waardoor surfers in België gewoon kunnen doorgaan met het downloaden van illegaal materiaal via deze website.